# Municipio de Allouez
El municipio de Allouez (en inglés: Allouez Township) es un municipio ubicado en el condado de Keweenaw en el estado estadounidense de Míchigan. En el año 2010 tenía una población de 1571 habitantes y una densidad poblacional de 11,09 personas por km².

## Geografía
El municipio de Allouez se encuentra ubicado en las coordenadas 47°22′2″N 88°21′5″O / 47.36722, -88.35139. Según la Oficina del Censo de los Estados Unidos, el municipio tiene una superficie total de 141.65 km², de la cual 141,46 km² corresponden a tierra firme y (0,13 %) 0,18 km² es agua.

## Demografía
Según el censo de 2010, había 1571 personas residiendo en el municipio de Allouez. La densidad de población era de 11,09 hab./km². De los 1571 habitantes, el municipio de Allouez estaba compuesto por el 98,79 % blancos, el 0,13 % eran afroamericanos, el 0,13 % eran amerindios y el 0,95 % eran de una mezcla de razas. Del total de la población el 0,57 % eran hispanos o latinos de cualquier raza.